# Kelebet
Kelebet is een bestuurslaag in het regentschap Tangerang van de provincie Banten, Indonesië. Kelebet telt 8959 inwoners (volkstelling 2010).